# Jovan Belimarković
Jovan Belimarković (cirílico serbio: Јован Белимарковић) fue un general y alto funcionario serbio.

## Biografía
Nació el 1 de enero de 1827 en Belgrado, de su padre Pavle, un funcionario de aduanas de Belgrado, y su madre Stojanka. Se casó dos veces. La primera vez con Bisenija, la hija de Stojan Simić de Belgrado. No tuvo hijos con ella. La segunda vez se casó con Cana, de la familia Čotrić. En este matrimonio tuvo tres hijos, los gemelos Milan y Miloš, y Relja y cinco hijas, Milica, las gemelas Cveta y Velika, Bosiljka y Stojanka. Su hijo Milan murió cuando era niño y Miloš optó por la vocación de oficial. Dos de sus hijas, Velika y Cveta, se casaron con oficiales. El primero para el teniente médico Živojin Stojadinović y el segundo para el teniente segundo Jovan Drobnjak.

## Ascenso a oficial
Durante su educación en la Academia Militar (entonces Escuela de Artillería) y posteriormente durante su intercambio en la Escuela de Artillería-Ingeniería de Berlín, fue ascendido al rango de segundo teniente el 1 de febrero de 1850. Se convirtió en teniente el 1 de enero de 1854, capitán de segunda clase el 19 de agosto de 1858, capitán el 1 de enero de 1859, mayor el 4 de abril de 1859, teniente coronel el 1 de abril de 1865, coronel el 1 de enero de 1869 y general el 21 de noviembre de 1877.

## Servicio activo y carrera política
Terminó la escuela primaria y secundaria en Belgrado. Comenzó sus estudios en la facultad de derecho del Liceo de Belgrado y luego estudió filosofía durante un año en Berlín. Ingresó al ejército en septiembre de 1846. Como cadete estatal, fue enviado a estudiar a Prusia. Estudió en la Escuela de Ingeniería de Artillería de Berlín. Terminó su educación en 1852. Durante sus estudios en Prusia realizó un entrenamiento militar en el segundo batallón de ingenieros en Štětín.
Fue profesor en la Academia Militar de Belgrado en 1852-1859, cuando fue nombrado durante el segundo reinado del príncipe Miguel director del Taller de Artillería de Topolivnica en Kragujevac, donde permaneció hasta noviembre de 1861. Luego renunció al servicio militar y fue trasladado a la reserva. Como administrador interino de la ciudad de Belgrado en 1858, trabajó con los liberales en el derrocamiento de Aleksandar Karađorđević y el regreso de Miloš Obrenović. Ocupó ese cargo por poco tiempo, del 30 de noviembre de 1858 al 11 de febrero de 1859. Regresó nuevamente al servicio activo durante el bombardeo turco de Belgrado en junio de 1862, cuando fue nombrado comandante del departamento de defensa de Belgrado. Tras el final de la guerra, el 27 de julio de 1862, fue nombrado jefe de Estado Mayor del Comando Permanente del Ejército. Fue nombrado inspector de ingeniería y asistente del ministro de Guerra en 1865. Del 21 de junio de 1868 al 17 de julio de 1869 ocupó el cargo de Ministro de Defensa y Construcción, en el gabinete de Đorđe Cenić.
Ocupó el mismo cargo en el gabinete recién formado de Radivoje Milojković del 17 de julio de 1869 al 10 de agosto de 1872. Con la caída del régimen vicario en 1872, fue acusado de abusos, pero fue absuelto por decisión de la Asamblea Nacional. En el gabinete de Milivoje Blaznavac (10 de agosto de 1872 - 2 de abril de 1873), fue Ministro de Construcción, hasta la repentina muerte de Blaznavac el 23 de marzo de 1873, cuando lo reemplazó hasta la dimisión del gabinete, el 2 de abril de 1873. Luego fue nombrado asesor de Estado y permaneció en ese cargo hasta enero de 1875, cuando se jubiló. Fue reactivado nuevamente el 9 de junio de 1876, cuando el Gobierno decidió que viajara a Montenegro como comisionado militar con el fin de implementar ciertos artículos del Convenio Militar con Montenegro de mayo de 1876, donde permaneció hasta principios de 1877.
En vísperas de la Segunda Guerra Serbio-Turca, tras ser ascendido al rango de general el 21 de noviembre de 1877, fue nombrado comandante del Cuerpo de Šumadija. Fue designado para esta tarea por decreto gubernamental del 27 de noviembre de 1877, con la tarea de reprimir la rebelión militar en los condados de Lepenički y Jasenički del distrito de Kragujevac. Esta decisión no entró en vigor, fue anulada el 30 de noviembre de 1877, y con una nueva decisión del Gobierno, con la misma fecha, fue enviado a la frontera hacia Turquía. Belimarković comandó con éxito unidades militares en la Segunda Guerra Serbio-Turca. Participó en la liberación del sur de Serbia, hasta Vranje y Grdelica.
En marzo de 1880, fue enviado a una misión diplomática-militar, con la tarea de organizar la admisión de un grupo de oficiales subalternos para estudiar en Prusia. Completó con éxito esta tarea. Fue nuevamente retirado, a petición propia, el 19 de enero de 1882 y trasladado a la reserva. El rey Milán lo nombró uno de los virreyes reales antes de su abdicación el 22 de febrero de 1889. Como firme opositor de los radicales, Belimarković, tras la muerte del segundo diputado Kosta Protić, se mostró, junto con el primer diputado Jovan Ristić, en contra de la elección de Nikola Pašić como diputado.
Permaneció en el cargo de virrey hasta el 1 de abril de 1893, cuando el rey menor Aleksandar Obrenović se declaró adulto, derrocó al gobierno liberal y llevó a los radicales al poder. Con su ascenso al trono, Belimarković fue relevado de este deber y se retiró por tercera vez. Cuando el rey Alejandro abolió temporalmente la Constitución el 24 de marzo de 1903, fue devuelto al servicio activo, pero con el cambio de dinastía, el 1 de junio del mismo año, fue retirado nuevamente y finalmente por cuarta vez.
Pasó los últimos años de su vida en Vrnjačka Banja, donde tenía una gran villa. Murió el 16 de agosto de 1906 en Vrnjačka Banja.

### Otros deberes y honores
Además de las mencionadas, también desempeñó otras funciones. Fue juez del Tribunal de Casación Militar y presidente de la Comisión de Ingeniería, y desde septiembre de 1881 fue presidente de la Comisión de Organización y Entrenamiento del Ejército. También fue miembro de numerosas comisiones de exámenes de oficiales.
Como gran propietario de bienes inmuebles y otros activos, fue, junto con Đura Horvatović, uno sus nuestros generales más ricos. Es el único general que recibió el honor durante su vida de que un regimiento serbio (el 1.º regimiento de infantería de la 1.ª convocatoria del Ejército Nacional) llevara su nombre (General Belimarković).

### Condecoraciones serbias
- Orden de Miloš el Grande, 1.ª orden

- Orden de la Cruz de Takovo, 1.º, 2.º y 3.º orden

- Medalla de oro a la valentía

- Monumento a la guerra de liberación e independencia 1876-1878

### Condecoraciones extranjeras
- Orden de San Estanislao con espadas, 1.ª orden

- Orden de San Jorge con espadas, 1.ª clase

- Orden de Medjendi, 3.º orden

- Orden del Príncipe Danilo I[4]